# Георги Тронков
Георги Минчев Тронков е български политик от ГЕРБ, общински съветник (2007 – 2017) и кмет на Вълчи дол (2017 – 2023).

## Биография
Георги Тронков е роден на 18 ноември 1964 г. във Вълчи дол, Народна република България. Средното си образование завършва в родния град, след което развива частен бизнес.

### Политическа дейност
В периода от 2007 до 2017 г. е общински съветник от ГЕРБ в община Вълчи дол, бил е и председател на Общинския съвет. На 8 октомври 2017 г. в община Вълчи дол са проведени частични местни избори, на които е избран за кмет, издигнат от ГЕРБ.
На местните избори през 2019 г. е кандидат за кмет на община Вълчи дол, издигнат от ГЕРБ. Избран е на първи тур с 2999 гласа (или 64,56%).
През октомври 2022 г. в община Вълчи дол са проведени частични местни избори, на които е избран за кмет, издигнат от ГЕРБ. На проведения първи тур получава 1750 гласа (или 53,97%).